# José Manuel Rey
José Manuel Rey   (Caracas, 20 de maig de 1975) és un futbolista veneçolà de la dècada de 2000.
Fou 115 cops internacional amb la selecció de Veneçuela.
Pel que fa a clubs, fou jugador, entre d'altres, de Caracas FC i Pontevedra CF.
Trajectòria com a entrenador:
- 2015–2016: Veneçuela (assistent)
- 2016–2017: ACD Lara (director esportiu)
- 2017: Zamora CF (assistent)
- 2017–2018: Aragua
- 2018–avui: Monagas